# Women and War
Women and War è un cortometraggio muto del 1913 diretto da Allan Dwan. Interpretato da Wallace Reid (che firmò anche la sceneggiatura), Pauline Bush, Jessalyn Van Trump e Marshall Neilan, fu prodotto dalla Bison Motion Pictures.

## Produzione
Il film fu prodotto dalla Bison Motion Pictures.

## Distribuzione
Distribuito dall'Universal Film Manufacturing Company, il film - un cortometraggio in due bobine - uscì nelle sale cinematografiche statunitensi il 21 giugno 1913.